# Fred Jones (cầu thủ bóng đá, sinh năm 1922)
Frederick Arthur Jones (21 tháng 10 năm 1922 - tháng 12 năm 1989) là một cầu thủ bóng đá người Anh thi đấu ở vị trí hậu vệ phải cho Port Vale ở Football League ngay sau Thế chiến thứ II.

## Sự nghiệp thi đấu
Jones thi đấu cho South Liverpool, trước khi gia nhập Port Vale vào tháng 6 năm 1946. Ông có 12 lần ra sân ở Third Division South mùa giải 1946-47, và ghi một bàn thắng trong thất bại 5-3 trước Leyton Orient trên sân Brisbane Road ngày 5 tháng 4. Cuối mùa giải, huấn luyện viên Gordon Hodgson cho phép ông rời khỏi The Old Recreation Ground.

## Thống kê
Nguồn:
| Câu lạc bộ | Mùa giải | Hạng đấu             | Giải quốc nội | Giải quốc nội | Cúp FA  | Cúp FA    | Khác    | Khác      | Tổng    | Tổng      |
| Câu lạc bộ | Mùa giải | Hạng đấu             | Số trận       | Bàn thắng     | Số trận | Bàn thắng | Số trận | Bàn thắng | Số trận | Bàn thắng |
| ---------- | -------- | -------------------- | ------------- | ------------- | ------- | --------- | ------- | --------- | ------- | --------- |
| Port Vale  | 1946-47  | Third Division South | 12            | 1             | 0       | 0         | 0       | 0         | 12      | 1         |